# Skunk (arma)
Skunk (en català "mofeta") és una arma malodorant i no letal que s'utilitza per al control de multituds per les Forces de Defensa d'Israel (IDF) i es comercialitza als militars i a les forces de l'ordre de tot el món. Va ser desenvolupada i fabricada per Odortec, amb dues empreses de suport, Man i Beit-Alfa Technologies. La forta olor del líquid es comercialitza com una millora respecte a altres armes de control de multituds (CCW), com ara bales de goma i gasos lacrimògens fets servir per les FDI contra els manifestants palestins. Les FDI són criticades per les seves tàctiques durant el desplegament, inclòs l'ús comú contra persones, empreses i barris que no participen en protestes com a forma de càstig col·lectiu.

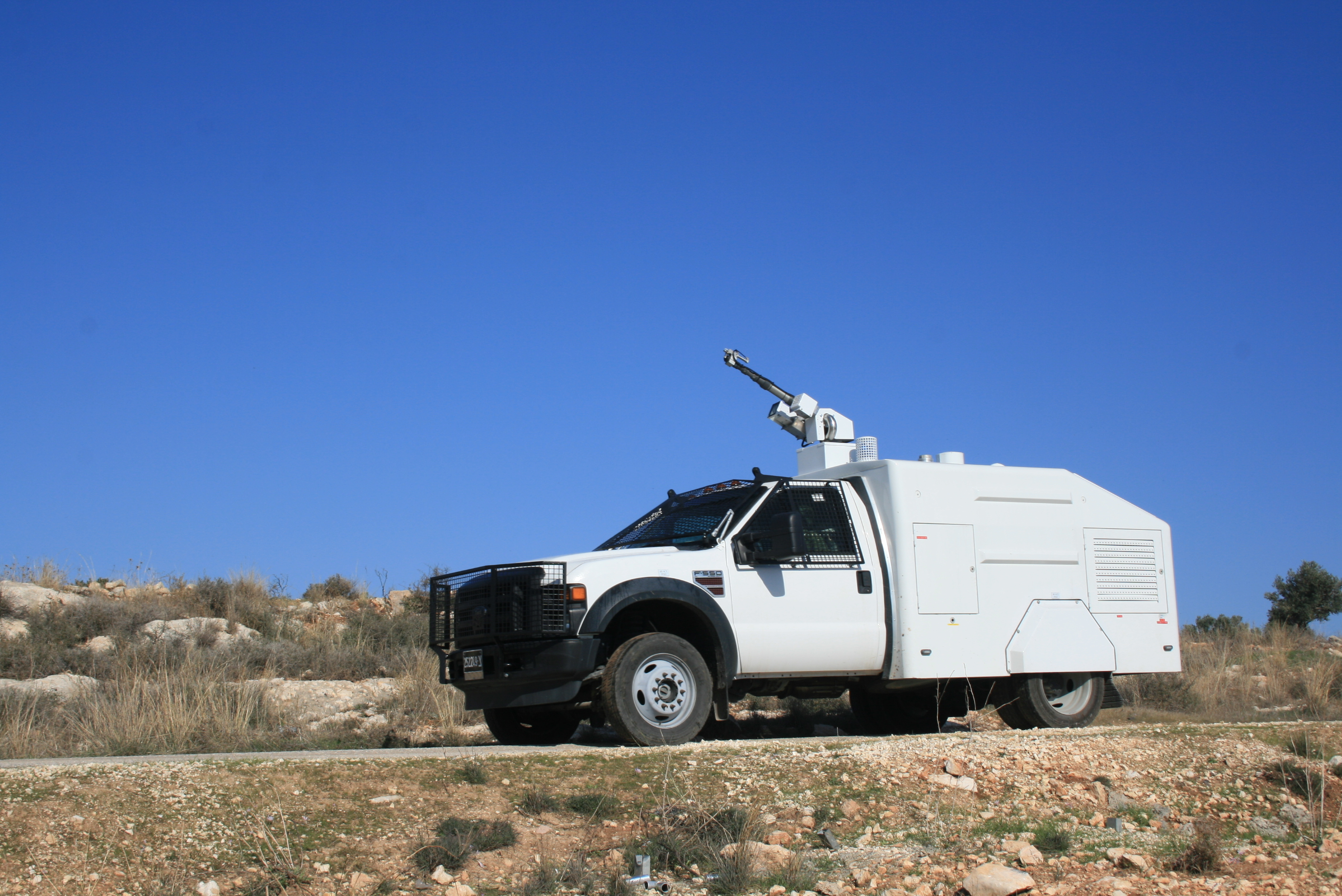
Vehicle de transport d'"aigua de mofeta", Bil'in

## Producte

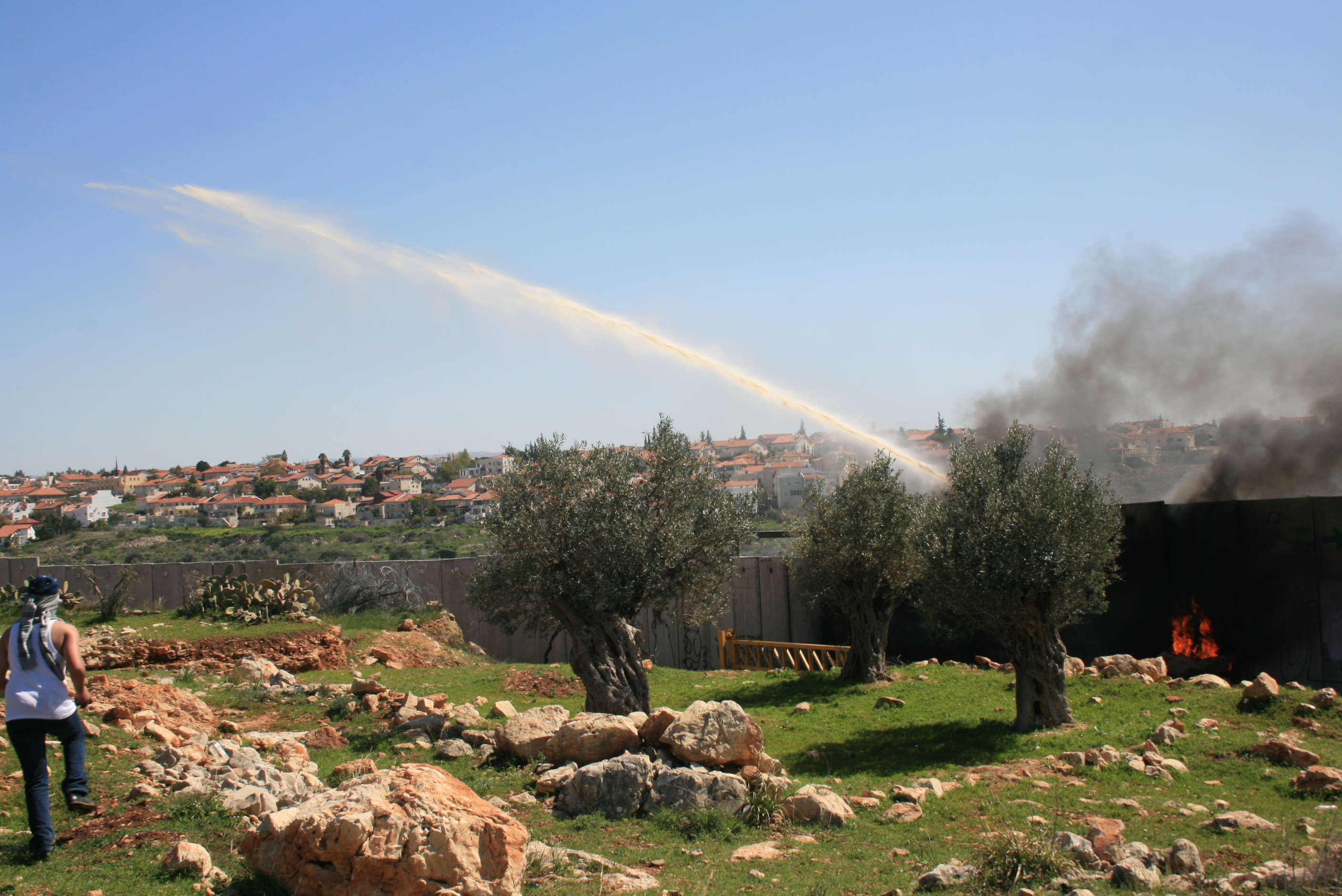
Desplegament a Ni'lin durant una manifestació el 2012

Es diu que el material utilitzat és una barreja orgànica i no tòxica de pols de coure, llevat i altres ingredients. Derivant el seu nom de l'animal del mateix nom que és conegut per la seva capacitat per ruixar un líquid amb molta mal olor, "Skunk" es dispersa com una forma de boira groga, disparada des d'un canó d'aigua, que deixa una olor potent semblant a la podridura o aigües residuals en el que toqui. Skunk també es ven en pots de mà i en granades que es poden llançar o disparar com a projectils (vegeu pistola antidisturbis). Més tard, la companyia va comercialitzar Skunk a les agències d'aplicació de la llei de tot el món, concretament als departaments de policia local nord-americans. Diversos departaments de policia dels EUA, inclòs el Departament de Policia Metropolitana de St. Louis, el van comprar. Un periodista de la BBC en descrigué els efectes de la següent manera:
"Imagina't el pitjor i el més brut que hagis olorat mai. Una barreja aclaparadora de carn podrida, mitjons vells que fa setmanes que no s'han rentat, rematat amb el punxent fluix d'una claveguera oberta... Imagineu-vos que us cobreix les vostres coses, ja que s'hi ruixa abundantment des d'un canó d'aigua. Aleshores, imagineu que no podreu desfer-vos de la pudor durant almenys tres dies, per molt que intenteu netejar-vos.
Un reporter per Reuters va descriure el seu efecte en els mots següents:
Imagineu-vos agafant un tros de cadàver podrit d'una claveguera estancada, col·locant-lo en una batedora i ruixant-vos el líquid brut a la cara. El teu reflex de nausea surt dels gràfics i no pots escapar, perquè la pudor nauseabunda persisteix durant dies.
Tanmateix, quan es va provar a l'Índia, el producte va fallar miserablement:
El vam utilitzar en una multitud captiva formada per personal de CRPF i públic en general. Però van aconseguir tolerar l'olor sense gaire dificultat. […] Els que podien ignorar [l'olor] també podien beure el líquid.
El desembre 2017, Haaretz va reportar:
Skunk és susceptible de causar danys físics, com ara nàusees intenses, vòmits i erupcions cutànies, a més de qualsevol lesió resultant de la poderosa força de l'esprai. Els exàmens dels equips mèdics de la policia i de l'exèrcit en el passat també van indicar que la tos excessiva causada per l'exposició pot provocar l'ofec.
Alguns informen que l'olor és tan potent que pot romandre a la roba durant mesos, si no anys.

## Eliminació
L'empresa ven un sabó especial, disponible a autoritats però no el públic general, que neutralitza l'olor de l'aigua skunk si els oficials són accidentalment ruixats. Ha estat suggerit que fregant una superfície contaminada de skunk amb quètxup, i llavors rentant-la, disminuirà l'olor.

## Història

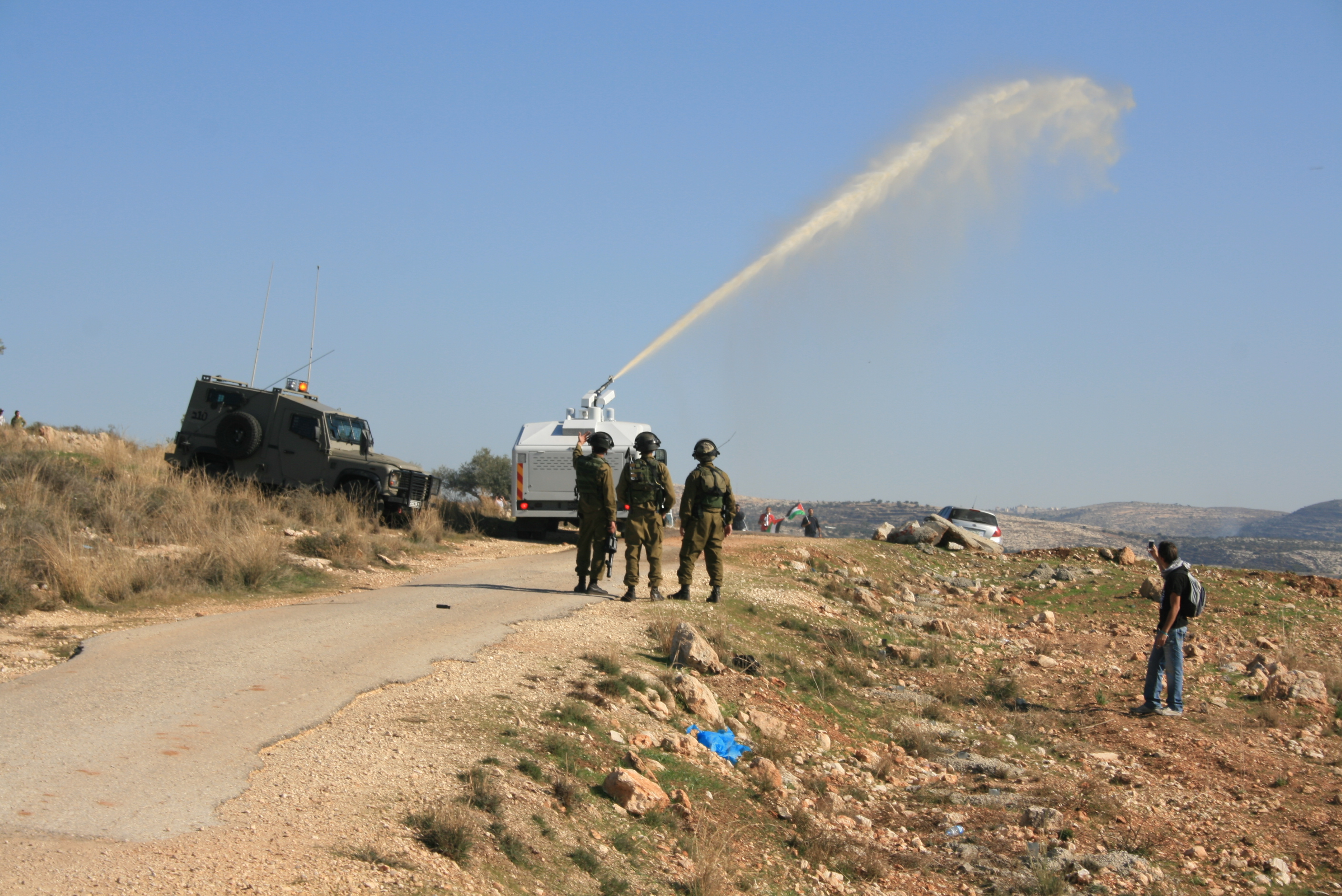
Skunk en acció contra objectius a Bil'in

Els primers intents de desenvolupar una forma de control de masses basada en olors van començar a Israel l'any 2004 per Rafael. En aquell moment, les FDI van reconsiderar un canvi en els seus procediments de foc obert i van adoptar altres mètodes de dispersió de la multitud després que un manifestant israelià, Gil Na'amati de 21 anys, fos afusellat durant una protesta per la barrera de separació, prop del poble de Mas-ha a Cisjordània a finals de 2003.
Segons els informes, l'olor de "skunk" no es renta fàcilment i pot quedar-se a la roba fins a cinc anys. El desenvolupament de Skunk va seguir nombroses acusacions contra les forces israelianes que sovint utilitzaren una força desproporcionada en enfrontaments amb manifestants palestins (per exemple, utilitzant bales de goma o gasos lacrimògens), la qual cosa els va portar a buscar nous mètodes no letals però efectius de control de masses.
Skunk es va utilitzar per primera vegada per al control de multituds l'agost de 2008 al poble palestí de Ni'lin, on s'havien produït protestes diàries en resposta a la construcció d'una barrera de seguretat. Ruixar el líquid es convertí en una de les mesures preferides adoptades per les FDI per fer front al repte de la desobediència civil i les manifestacions dels palestins. La tàctica va ser ideada per reprimir les protestes civils organitzades a Cisjordània. S'ha utilitzat regularment contra els vilatans de Bil'in, Ni'lin, Kafr Qaddum i Nabi Salih, on es realitzen protestes setmanals contra l'ocupació.
A Hebron es va utilitzar el 26 de febrer de 2012 per dispersar una multitud d'unes 1.000 persones que es van enfrontar amb els soldats israelians durant una protesta descrita com a commemoració de l'aniversari de la massacre de la Cova dels Patriarques o com a pressions per a la reobertura de la zona de Shuhada Street. Un seguici fúnebre a l'espera de la dispersió dels aldarulls també es va ruixar amb el líquid. S'ha utilitzat durant els enfrontaments amb "manifestants palestins que demanen l'alliberament del vaguista de fam palestí Mohammad Allan prop del centre mèdic Barzilai" a la ciutat israeliana d'Ascalón.
El 2017, les forces israelianes van començar a utilitzar Skunk contra manifestants jueus ultraortodoxos.

## Resposta
Entre els palestins, el líquid es coneix simplement com a "merda". Amnistia Internacional, B'Tselem i l'⁣Associació pels Drets Civils d'Israel han criticat l'ús del producte per part de les FDI. Les preocupacions han inclòs acusacions d'ús indiscriminat contra persones, llars i empreses que no participen en manifestacions. Les FDI també han estat acusades de desplegament d'una manera descrita com a punitiva. Les FDI de vegades han ruixat cases palestines després de les protestes com a forma de càstig col·lectiu. En resposta a un informe negatiu de B'tselem, les Forces de Defensa d'Israel van declarar que "Skunk" només s'utilitza quan els manifestants es tornen violents o cometen actes vandàlics i tenen regles específiques de participació per al seu ús.
Skunk va ser criticada en un informe conjunt de 2016 de Physicians for Human Rights (PHR) i la Xarxa Internacional d'Organitzacions de Llibertats Civils (INCLO) sobre armes de control de multituds publicat per la Unió Americana de Llibertats Civils (ACLU).

## Vendes estrangeres
CRPF a l'Índia havia provat skunk per a un possible ús en situacions de control de multituds a l'Índia, però les proves no van complir els estàndards requerits. La prova del producte en multituds formada per personal policial i públic en general no va poder convèncer les unitats de control de multituds de la policia local de la seva eficàcia. Es va trobar que els subjectes de la prova toleraven l'olor. Segons un funcionari associat a la prova, els indis possiblement tenien un llindar més alt per tolerar la pudor.